# Adetus punctatus
Adetus punctatus là một loài bọ cánh cứng trong họ Cerambycidae.